# Jaime González (football, 1938)
Jaime González Ortíz, né le 1er avril 1938 en Colombie, est un footballeur international colombien, qui évoluait au poste de défenseur.

## Biographie

### Carrière en club
Avec le club de Millonarios, il remporte un titre de champion de Colombie.

### Carrière en sélection
Avec l'équipe de Colombie, il joue 7 matchs (pour aucun but inscrit) entre 1962 et 1963. 
Il figure dans le groupe des sélectionnés lors de la Coupe du monde de 1962. Lors du mondial organisé au Chili, il joue trois matchs : contre l'Uruguay, l'URSS et la Yougoslavie.

## Palmarès
Millonarios
- Championnat de Colombie (1) :
  - Champion : 1964.